# Cydosia chrysorrhaeella
Cydosia chrysorrhaeella är en fjärilsart som beskrevs av Achille Guenée 1879. Cydosia chrysorrhaeella ingår i släktet Cydosia och familjen nattflyn. Inga underarter finns listade i Catalogue of Life.